# Megohime
Megohime, ou Yoshihime (愛姫) (1568 - 21 février 1653) est une aristocrate japonaise de l'époque Azuchi Momoyama et du début de l'époque d'Edo. On la connaît également sous le nom de Dame Tamura (田村御前). Elle est l’épouse de Date Masamune.

## Biographie
Megohime est l'enfant unique de Tamura Kiyoaki, seigneur du château de Miharu et d'Okita, fille de Sōma Akitane. 
En 1579, elle épouse son cousin germain Masamune, à l'âge de douze ans. Malheureusement, sa nourrice  est tuée par Masamune, qui soupçonnait que des traîtres du clan Tamura étaient impliqués dans une tentative d'assassinat contre lui. Son mariage aurait été de plus en plus difficile à supporter parce que de nombreuses autres servantes ont été exécutées.
Cependant, après avoir déménagé à la résidence de Date à Jūrakudai à Kyoto, son mariage semble s'être amélioré, et elle a donné naissance à Irohahime (la future épouse de Matsudaira Tadateru ) en 1594. Ensuite, elle a trois autres enfants avec Masamune, Date Tadamune (le deuxième seigneur du domaine de Sendai), Munetsuna Date et Takematsumaru Date.

Après s’être installée dans la résidence Date à Jurakudai, elle a sans doute joué un rôle d'informante pour Masamune au sujet de la situation de Kyoto. Dans une lettre qui lui est adressée, elle écrit :
"Le monde ne s'est pas encore stabilisé. Vous devez décider de votre plan d'action en fonction de la cause de l'univers. Ne vous inquiétez pas pour moi. J'ai toujours un couteau avec moi. Je promets de ne pas causer de honte."
À la mort de Masamune, le 27 juin 1636, elle se fait nonne bouddhiste sous l'égide d'Ungo Zenji et prend le nom de Yōtokuin.
Megohime est décédée le 21 février 1653, à l'âge de 86 ans. Sa tombe est située dans le mausolée Yotoku-in près du temple Zuigan-ji.

## Testament

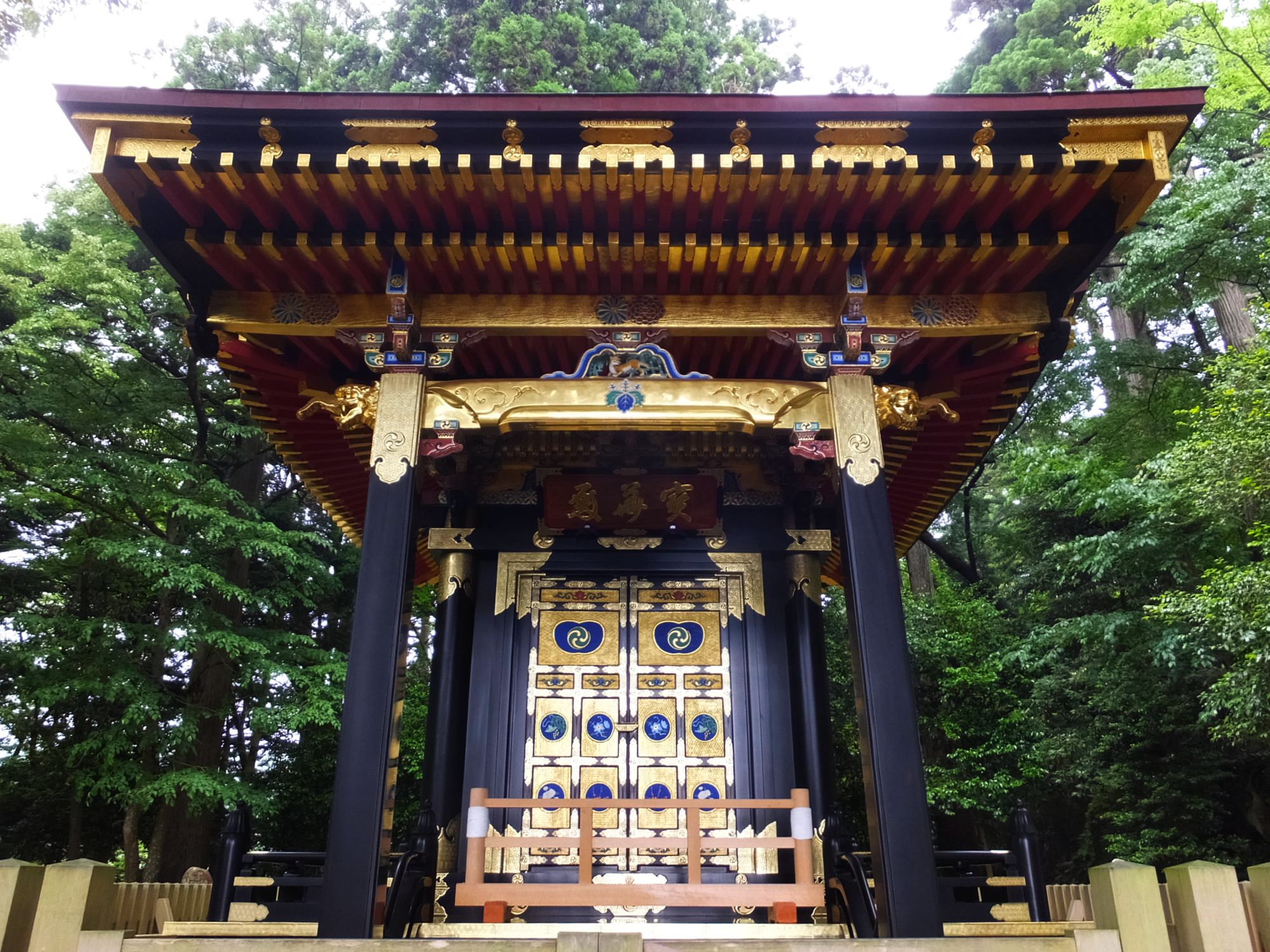
Yotoku-in.

Elle demande fréquemment à Masamune et Tadamune de restaurer la famille Tamura.
Tadamune obéit à la volonté de sa mère et reconstruit la famille Tamura : son fils, Muneyoshi, devient le seigneur de la famille la même année que la mort de sa mère.

## Dans la culture populaire
- Dans le taiga drama de la NHK Dokuganryū Masamune, son rôle est interprété par Junko Sakurada et, pour sa jeunesse, par Kumiko Gotō.
- Dans le taiga drama de la NHK Tenchijin, son rôle est interprété par Anne Watanabe (créditée comme Anne).
- Dans la série animée  Masamune Datenicle, produite en coordination entre Gainax et la ville de Date , Megohime est dépeinte comme une fille de 14 ans.